# 7244 Villa-Lobos
7244 Villa-Lobos là một tiểu hành tinh vành đai chính với chu kỳ quỹ đạo là 1780.2932222 ngày (4.87 năm). Nó được phát hiện ngày 5 tháng 8 năm 1991.